# 아나 피델리아 키로트
아나 피델리아 키로트 모레(스페인어: Ana Fidelia Quirot Moré, 1963년 3월 23일 ~ )는 800m에서 전문적인 전 쿠바의 육상 선수로 400m에서도 성공적이었다.
800m에서 그녀는 2회의 세계 챔피언(1995, 1997)이며, 2회의 올림픽 메달리스트(1992, 1996)이다. 그녀는 2회의 팬아메리칸 게임(1987, 1991)과 2회의 중앙아메리카-카리브해 경기(1986, 1990) 400m-800m 이중 금메달을 획득하였다. 1989년부터 1분 54.44초의 자신의 최고 기록은 아직도 2014년으로 봐서 세계 최고 명단에 4위로 놓여있다.

## 생애
산티아고데쿠바주 팔마소리아노에서 태어난 키로트는 12세 이래 육상에 자신을 바쳐 체육학을 졸업하였다. 23세의 나이로 1986년 9월 아바나에서 열린 2회 이베로아메리카 육상 선수권에서 400m-800m 금메달을 따면서 그 대회의 여왕이 되었다. 그후에 그녀의 경력은 멈출 수가 없었다. 1987년과 1990년 사이에 39개의 800m 연속적 타이틀과 15개의 400m 연속적 타이틀을 우승하였다.
1988년 서울 올림픽에 쿠바의 보이콧으로 자신이 참가하지 않았지만, 여러 국제 대회에서 400m 결승전의 참가자들의 전부를 꺾었다. 1992년 바르셀로나 올림픽에 참가한 키로트는 800m에서 1분 56.80초와 함께 3위를 하였다. 추가로 그녀는 준결승전에서 물러난 쿠바 1600m 릴레이 팀의 일원이었다. 이듬해 자신을 심각한 부상에 놓이게 한 국내 사고에 연루된 그녀는 당시 임신 중이면서 딸을 낳았지만, 아기가 1주 후에 사망하고 말았다.
11월 폰세에서 열린 중앙아메리카-카리브 해 경기에 복귀하여 800m 은메달을 획득하였으나, 가장 중요한 일은 육상에 우승의 반환을 주는 데 강요한 관중들로부터 기립 박수였다.
1994년의 첫 세월 동안 자신들의 극단책에서 필요한 탄력을 이루는 데 팔, 목과 겨드랑이에 수술을 받았다.
그녀는 1995년과 1996년 세계 육상 선수권 대회에서 800m를 우승하고, 1996년 애틀랜타 올림픽에서 그 종목의 은메달을 땄다.